# دبوسي شويكي
دبوسي شويكي (الاسم العلمي: Claviceps setulosa) هو نوع من الفطريات يتبع جنس الدبوسي من الفصيلة الدبوسية.